# Minaprina
Minaprina (DCI; nomes comerciais: Brantur, Cantor) é um medicamento antidepressivo que atua como inibidor da monoamina oxidase. Foi usado na França para o tratamento de diversos tipos de depressão, Contudo, devido a efeitos adversos, como convulsões, o fármaco foi retirado mercado em 1996.
Uma pesquisa descobriu que a minaprina atua como um inibidor reversível da monoamina oxidase A (RIMA) em ratos. Também foi descoberto que ela inibe fracamente a acetilcolinesterase em homogeneizados de estriado de cérebro de rato.
Em testes com bactérias resistentes a antibióticos, a minaprima também apresentou atividade antibiótica significativa contra M. chelonae e M. abscessus.

## Síntese
A primeira síntese de minaprina ocorreu em 1975 por cientistas franceses, como parte do desenvolvimento de novos antidepressivos. Ela foi divulgada em uma patente publicada em 1979.
A etapa final consiste na reação entre uma piridazina substituída por cloro e do grupo de amina primária de um derivado de morfolina, formando a estrutura desejada. A piridazina pode ser obtida pela reação de acetofenona com ácido pirúvico, seguida pela formação do anel usando hidrazina, resultando em uma pirazidinona.  O tratamento dessa pirazidinona com cloreto de fosforila gera o derivado clorado necessário para a reação final.